# Janni Thomsen
Janni Thomsen (* 16. Februar 2000 in Kjellerup) ist eine dänische Fußballspielerin. Die Mittelfeldspielerin spielt seit 2025 für den Utah Royals FC und in der dänischen Nationalmannschaft.

## Karriere

### Vereine
Thomsen begann 2018 bei VSK Aarhus, wo sie in drei Spielzeiten in 51 Spielen vierzehn Tore erzielte und mit dem Verein zweimal Fünfte und einmal Dritte in der 3F Ligaen wurde. 2020 wechselte sie nach Norwegen zu Vålerenga IF und konnte mit dem Verein auf Anhieb das Double gewinnen. Auch für den Verein waren es die ersten Erfolge. Mit Vålerenga nahm sie auch erstmals an der UEFA Women’s Champions League 2020/21 teil, wo sie beim 7:0-Sieg in der ersten Qualifikationsrunde gegen KÍ Klaksvík ihr erstes CL-Tor erzielte. Nach einem weiteren 7:0-Sieg in der zweiten Qualifikationsrunde gegen Gintra Universitetas, scheiterten sie im Sechzehntelfinale im Elfmeterschießen an Brøndby IF. Dabei gehörte sie zu den Spielerinnen, die ihren Elfmeter verwandeln konnten. In der UEFA Women’s Champions League 2021/22 schieden sie in der zweiten Runde nach zwei Niederlagen gegen BK Häcken aus und verpassten die erstmals ausgetragene Gruppenphase. In der ersten Runde hatte sie zwei Tore beim 5:0-Sieg gegen KFF Mitrovica erzielt.
Im März 2025 wechselte sie zum Utah Royals FC.

### Nationalmannschaften
Im September 2015 wurde sie bei einem Freundschaftsspiel gegen Deutschland erstmals in der dänischen U-16-Mannschaft eingesetzt. Im April 2016 nahm sie mit der Mannschaft an einem UEFA-Turnier England und im Juli am Nordic Cup in Norwegen teil, wo sie zu drei bzw. vier weiteren Spielen kam und auch ihre ersten beiden Länderspieltore erzielte.
Im September nahm sie mit der U-17-Mannschaft an der ersten Qualifikationsrunde zur U-17-Fußball-Europameisterschaft der Frauen 2015 teil. Mit drei Siegen und 12:2 Toren erreichten sie beim Turnier in Israel die zweite Runde. Diese fand im März 207 in Sarajevo statt. Nach Siegen gegen die Gastgeberinnen (2:1) und Wales (2:0) verloren sie gegen Norwegen mit 1:6 und verpassten damit die Endrunde. 
Ein Jahr später wurde sie bei zwei Freundschaftsspielen in La Manga gegen die Niederlande und die Schweiz erstmals in der U-19 eingesetzt. Im April konnte sie drei Tore dazu beitragen, dass sich die Mannschaft in der zweiten Qualifikationsrunde bei einem Turnier in Portugal für die Endrunde der U-19-Fußball-Europameisterschaft der Frauen 2018 qualifizierte. Bei der Endrunde im Juli in der Schweiz verloren sie zwar das erste Spiel gegen Deutschland mit 0:1, durch Siege gegen Italien (1:0) und die Niederlande (3:1, wozu sie das letzte Tor beitrug), wurden sie aber dennoch Gruppensiegerinnen. Im Halbfinale verloren sie dann aber gegen den letztlich wieder erfolgreichen Titelverteidiger Spanien mit 0:1. Schon einen Monat später nahmen sie bei einem Turnier in Liechtenstein einen neuen Anlauf und konnten mit drei Siegen ohne Gegentor die zweite Runde erreichen. In dieser scheiterten sie im April 2019 nach Siegen gegen die Ukraine und Nordirland an Gastgeber Norwegen, womit ihre Zeit in der U-19 beendet war. 
Bereits im Januar war sie für ein Spiel der A-Nationalelf nominiert worden, wurde aber beim 1:0-Sieg gegen Finnland nicht eingesetzt. Zehn Monate später wurde sie bei einer 1:4-Niederlage der U-23 gegen die Niederlande eingesetzt. Im März 2020 kam sie dann beim Algarve-Cup zu ihrem A-Länderspieldebüt. Bei der 1:2-Niederlage gegen Norwegen wurde sie in der 77. Minute beim Stand von 1:1 eingewechselt. Im zweiten Spiel gegen Schweden wurde sie in der 83. Minute eingewechselt. Im Spiel um Platz 5 gegen Belgien stand sie dann in der Startelf und erzielte mit ihrem ersten A-Länderspieltor das zweite Tor des Spiels (Endstand 4:0). Nach der COVID-19-bedingten Länderspielpause wurde sie für die letzten drei Spiele in der Qualifikation zur EM 2022 nominiert, aber nur im letzten Spiel gegen Italien in der 89. Minute eingewechselt. Durch das torlose Remis gegen die Italienerinnen qualifizierten sich die Däninnen als Gruppensiegerinnen für die EM-Endrunde. In den ersten acht Spielen der Qualifikation für die WM 2023 wurde sie siebenmal eingesetzt. Nach dem Ausschluss der Russinnen wegen des völkerrechtswidrigen russischen Überfalls auf die Ukraine stehen die Däninnen vorzeitig als WM-Teilnehmerinnen fest, an der sie zuletzt 2007 teilnahmen. 
Am 16. Juni 2022 wurde sie für die EM-Endrunde nominiert. Bei der EM wurde sie in den drei Gruppenspielen eingesetzt. Nach Niederlagen gegen Deutschland und Spanien sowie einem Sieg gegen Finnland schieden die Däninnen als Gruppendritte aus.
Am 30. Juni 2023 wurde sie für die WM-Endrunde in Australien und Neuseeland nominiert, wurde in den vier Spielen ihres Teams eingesetzt und schied mit der Mannschaft im Achtelfinale gegen die Australierinnen aus.
Da erstmals das Abschneiden bei der WM für die europäischen Teams nicht entscheidend für die Qualifikation zu den Olympischen Spielen 2024 war, hatten die Däninnen noch die Chance sich über die UEFA Women’s Nations League 2023/24 für die Spiele in Paris zu qualifizieren. Die Däninnen konnten auch im ersten Spiel den härtesten Konkurrenten Deutschland mit 2:0 besiegen, verloren aber nach drei weiteren Siegen gegen die anderen Gruppengegner das Rückspiel in Deutschland mit 0:3 und auch das letzte Heimspiel gegen Island. Damit verpassten sie als Gruppenzweite das Final Four Turnier, bei dem um zwei Olympiatickets gespielt wurde. Janni kam nur in den beiden letzten verlorenen Spielen zum Einsatz.
In der erfolgreichen Qualifikation für die EM 2025 wurde sie in den sechs Spielen eingesetzt und erzielte drei Tore.
Am 20. Juni 2025 wurde sie für die EM-Endrunde nominiert. Sie kam bei den drei Niederlagen der Däninnen zum Einsatz, nach denen diese ausschieden. Im letzten Spiel gegen Polen gelang ihr der Anschlusstreffer zum 1:2, das Spiel ging aber mit 2:3 verloren.

## Erfolge
- 2020, 2023: Norwegische Meisterin
- 2020, 2021: Norwegische Pokalsiegerin